# Lawrence Ati-Zigi
Lawrence Ati-Zigi (Accra, 1996. november 29. –) ghánai válogatott labdarúgó, a svájci St. Gallen kapusa.

## Pályafutása

### Klubcsapatokban
Ati-Zigi Ghána fővárosában, Accrában született. Az ifjúsági pályafutását a Red Bull Ghana akadémiájánál kezdte.
2015-ben mutatkozott be az osztrák Liefering másodosztályban szereplő felnőtt keretében. 2017-ben a Red Bull Salzburghoz, majd a francia Sochauxhoz igazolt. 2020. január 24-én szerződést kötött a svájci első osztályban érdekelt St. Gallen együttesével. Először 2020. január 26-án, a Lugano ellen hazai pályán 3–1-es győzelemmel zárult mérkőzésen lépett pályára.

### A válogatottban
Ati-Zigi az U20-as korosztályú válogatottban is képviselte Ghánát.
2018-ban debütált a felnőtt válogatottban. Először 2018. június 7-én, Izland ellen 2–2-es döntetlennel zárult barátságos mérkőzésen lépett pályára.

## Statisztikák
2024. augusztus 15. szerint
| Klub       | Szezon   | Osztály            | Bajnokság | Bajnokság | Kupa  | Kupa | Nemzetközi | Nemzetközi | Összesen | Összesen |
| Klub       | Szezon   | Osztály            | Meccs     | Gól       | Meccs | Gól  | Meccs      | Gól        | Meccs    | Gól      |
| ---------- | -------- | ------------------ | --------- | --------- | ----- | ---- | ---------- | ---------- | -------- | -------- |
| Sochaux    | 2017–18  | Ligue 2            | 7         | 0         | 4     | 0    | —          | —          | 11       | 0        |
| Sochaux    | 2018–19  | Ligue 2            | 9         | 0         | 2     | 0    | —          | —          | 11       | 0        |
| Sochaux    | 2019–20  | Ligue 2            | 7         | 0         | 1     | 0    | —          | —          | 8        | 0        |
| St. Gallen | 2019–20  | Swiss Super League | 18        | 0         | 0     | 0    | —          | —          | 18       | 0        |
| St. Gallen | 2020–21  | Swiss Super League | 35        | 0         | 4     | 0    | 1          | 0          | 40       | 0        |
| St. Gallen | 2021–22  | Swiss Super League | 36        | 0         | 0     | 0    | —          | —          | 36       | 0        |
| St. Gallen | 2022–23  | Swiss Super League | 33        | 0         | 0     | 0    | —          | —          | 33       | 0        |
| St. Gallen | 2023–24  | Swiss Super League | 37        | 0         | 0     | 0    | —          | —          | 37       | 0        |
| St. Gallen | 2024–25  | Swiss Super League | 4         | 0         | 0     | 0    | 4          | 0          | 8        | 0        |
| Összesen   | Összesen | Összesen           | 186       | 0         | 11    | 0    | 5          | 0          | 202      | 0        |

### A válogatottban
| Válogatott | Év       | Pályára lépés | Gól |
| ---------- | -------- | ------------- | --- |
| Ghána      | 2018     | 1             | 0   |
| Ghána      | 2019     | 2             | 0   |
| Ghána      | 2020     | 1             | 0   |
| Ghána      | 2021     | 2             | 0   |
| Ghána      | 2022     | 7             | 0   |
| Ghána      | 2023     | 5             | 0   |
| Ghána      | 2024     | 8             | 0   |
| Összesen   | Összesen | 26            | 0   |

## Sikerei, díjai
St. Gallen
- Super League
  - Ezüstérmes (1): 2019–20

- Svájci Kupa
  - Döntős (2): 2020–21, 2021–22